# 무영탑
《무영탑》(無影塔)은 한국에서 제작된 신상옥 감독의 1957년 드라마 영화이다. 최은희 등이 주연으로 출연하였고 신상옥 등이 제작에 참여하였다.

## 출연

### 주연
- 최은희
- 한은진
- 김옥경
- 곽건
- 노능걸

## 기타
- 원작자: 현진건
- 조명: 김성춘
- 음향효과: 심재훈
- 녹음: 이경순
- 미술: 김정환